# Le capitaine Craddock
Le capitaine Craddock is een Frans-Duitse muzikale filmkomedie uit 1931, geregisseerd door Max de Vaucorbeil en Hanns Schwarz, met in de hoofdrollen Jean Murat, Käthe von Nagy en Charles Redgie. Het is een Franstalige versie van de eveneens uit 1931 stammende Duitse film Bombe Sur Monte Carlo. Een Engelse versie heet Monte-Carlo Madness, eveneens in hetzelfde jaar uitgebracht. 

## Synopsis
Kapitein Craddock is altijd op zoek naar geld om zijn gokverslaving te bekostigen. Hij ontdekt dat een van zijn passagiers prinses Yola is, de soeverein van haar land, en weet haar te overtuigen hem een grote som geld te lenen. Op een tussenstop in Monaco vergokt hij al dat geld in het plaatselijke casino. Hij dreigt het prinsdom te bombarderen als het hem niet wordt teruggegeven. De koningin weet hem te overreden samen met de boot weg te varen. 

## Rolverdeling
| Acteur               | Personage              |
| -------------------- | ---------------------- |
| Jean Murat           | Kapitein Craddock      |
| Käthe von Nagy       | Yola                   |
| Charles Redgie       | Pierre                 |
| Alice Tissot         | Isabelle               |
| Sinoël               | consul                 |
| Rachel Devirys       | Diane                  |
| Paul Ollivier        | directeur casino       |
| Lucien Callamand     | Brégaillon             |
| Nicolas Redelsperger | minister van Financiën |
| Comedian Harmonists  | henzelf                |

## Technische aspecten
- Titel: Le Capitaine Craddock. Originele titel: Une bombe sur Monte-Carlo en Le croiseur en folie
- Regie: Hanns Schwarz en Max de Vaucorbeil
- Scénario: Rowland V. Lee, Hans Müller en Franz Schulz naar een novelle van Fritz Reck-Malleczewen
- Productie: UFA en ACE
- Producent: Max Pfeiffer
- Muziek: Werner R. Heymann
- Tekst: Jean Boyer (ook tekstschrijver van Les Gars de la Marine,[1] Quand la brise vagabonde en Ponténero
- Geluid: Hermann Fritzsching
- Camera: Günther Rittau en Konstantin Tschet
- Decoraties: Erich Kettelhut
- Speciale effecten: Theo Nischwitz
- Montage: Anne Bauchens
- Land van herkomst en plaats van opname: Duitsland
- Formaat: zwart-wit, mono
- Genre: muzikale komedie
- Duur: 87 minuten
- Jaar van uitgave: 1931

## Wetenswaardigheden
- Een Duitse (Bomben auf Monte-Carlo) en Engelse versie (Monte-Carlo Madness) werden opgenomen met andere acteurs en gelijktijdig uitgegeven in Berlijn en Londen.
- Volgens Kuifje-kenner Philippe Goddin heeft de naam kapitein Craddock de Belgische striptekenaar Hergé geïnspireerd tot de naamgeving van de stripfiguur kapitein Haddock in de stripreeks De avonturen van Kuifje.[2]
- De chanson Les Gars de la Marine werd dankzij de film een populair lied. Het wordt gezongen door kapitein Haddock in het stripalbum De krab met de gulden scharen uit 1941.